# Sungai Semut
Sungai Semut is een bestuurslaag in het regentschap Banyuasin van de provincie Zuid-Sumatra, Indonesië. Sungai Semut telt 2002 inwoners (volkstelling 2010).